# Florian Licht
Florian Licht (* 19. Februar 1972 in München) ist ein deutscher Kameramann.

## Leben
Seit 1992 arbeitet Licht in der Filmbranche, zuerst als 1. Kameraassistent, seit 2000 als Kameramann. Er war Chefkameramann der 2018 mit dem Deutscher Fernsehpreis ausgezeichneten Serie jerks.
Hauptdarsteller Christian Ulmen attestierte ihm, er sorge „dafür, dass wir improvisieren können, nicht auf Marken stehen müssen und trotzdem scharf sind.“ Nachdem er jahrelang hauptsächlich Serien gedreht hatte, wurde er auch als verantwortlicher Kameramann für Werbespots und Spielfilme tätig.
Seit 2021 ist er mit der Schauspielerin Victoria Licht verheiratet.

## Filmografie (Auswahl)
- 2008–2012: Anna und die Liebe (Fernsehserie, 850 Folgen)
- 2014–2018: In aller Freundschaft (Fernsehserie, 14 Folgen)
- 2016: Herzensbrecher (Fernsehserie, 3 Folgen)
- 2017–2022: jerks. (Fernsehserie, 52 Folgen)
- 2018: Jenny – echt gerecht (Fernsehserie, 3 Folgen)
- 2019: Tierärztin Dr. Mertens (Fernsehserie, 4 Folgen)
- 2019–2021: SOKO Potsdam (Fernsehserie, 14 Folgen)
- 2021: Bettys Diagnose (Fernsehserie, 4 Folgen)
- 2021: Ein Sommer in der Bretagne (Fernsehfilm)
- 2022: Ein Sommer am Gardasee (Fernsehfilm)
- 2022: Landfrauen (Fernsehfilm)
- 2023: Leon – Kämpf um deine Liebe (Fernsehfilm)
- 2023: Kreuzfahrt ins Glück: Korsika (Fernsehfilm)
- 2024: Das Traumschiff: Hudson Valley (Fernsehfilm)
- 2024: Das Traumschiff: Miami (Fernsehfilm)
- 2024: Wilsberg: Achtsam bis tödlich (Fernsehreihe)
- 2024: Wilsberg: Mit allen Wassern gewaschen (Fernsehreihe)
- 2025: Das Traumschiff: Bora Bora
- 2025: Das Traumschiff: Neuseeland